# В'юн (Ленінградська область)
В'юн (рос. Вьюн) — селище у Всеволожському районі Ленінградської області Російської Федерації.
Населення становить 3 особи. Належить до муніципального утворення Куйвозовське сільське поселення.

## Історія
Від 1 серпня 1927 року належить до Ленінградської області.

## Населення
| 2007 | 2010 | 2017 |
| ---- | ---- | ---- |
| 3    | ↘0   | ↗3   |